# Gersau
Gersau je obec ve švýcarském kantonu Schwyz, v rámci kterého tvoří samostatný okres. Žije zde přibližně 2 300 obyvatel.

## Geografie

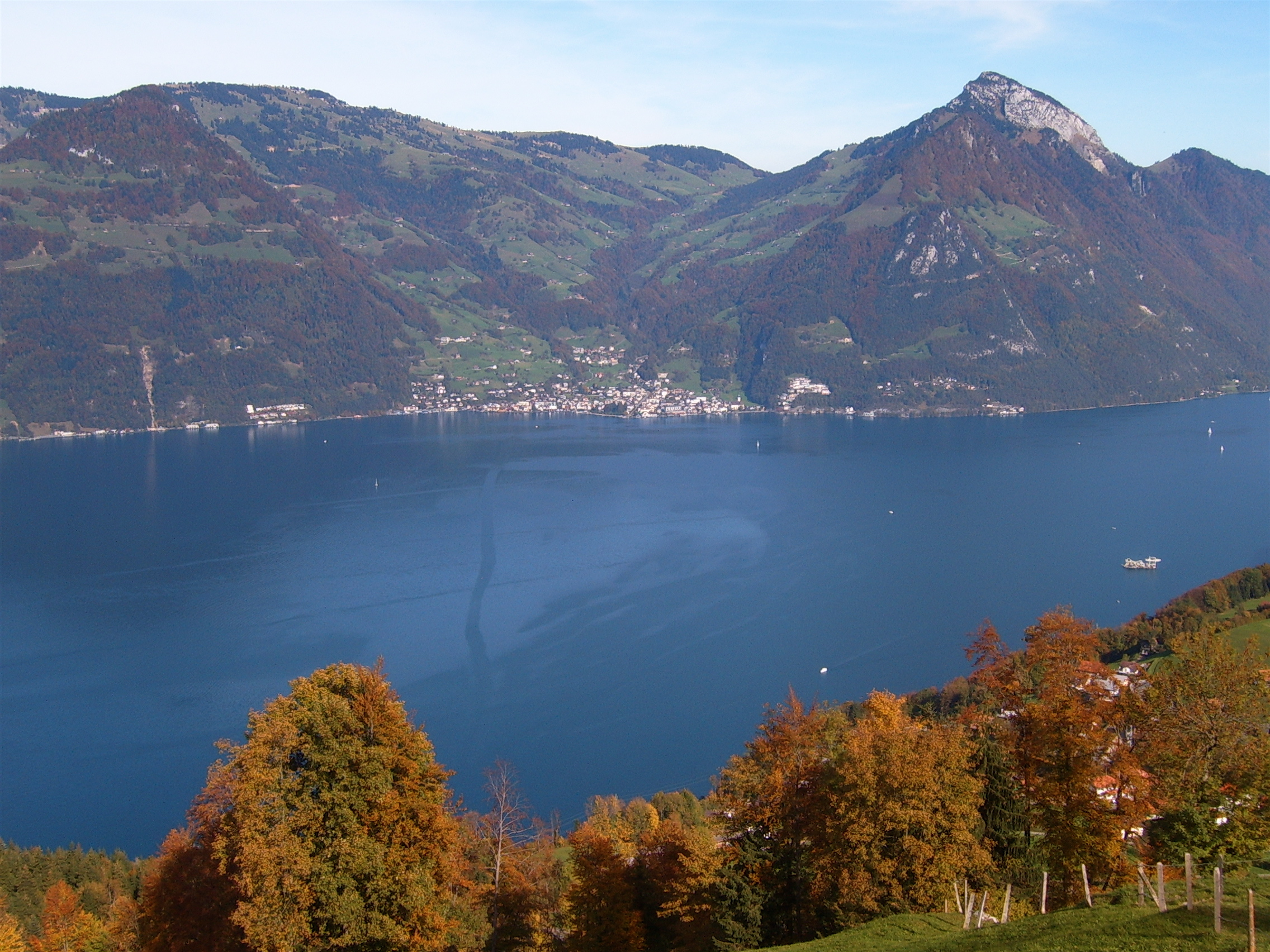
Pohled na Gersau z opačné strany jezera

Gersau se nachází v kotlině zasazené do slunného a před větrem chráněného pohoří Rigisüdhang. Gersau je chráněno před chladnými větry horami Rigi-Hochfluh a Gersauerstock na severu a Lucernským jezerem na jihu. To je příčinou mírného klimatu, v němž se daří i sladkým kaštanům, a proto se Gersau v rámci regionu říká také Riviéra Lucernského jezera.
Nad obcí se ve výšce 1656 metrů nad mořem nachází místní hora Gersau, Rigi Scheidegg. Z ní je nádherný výhled na alpské panorama a Lucernské jezero. Idylická alpská krajina s horským hostincem je dostupná pěšky nebo lanovkou.
Trojmezí tří kantonů (Lucern, Nidwalden a Schwyz) se nachází v Lucernském jezeře.

## Historie

Letecký pohled (1919)

První zmínka o Gersau pochází ze zakládací knihy opatství Muri z roku 1064. Od roku 1332 bylo Gersau součástí oblasti Waldstätten jako samostatný celek a v roce 1359 bylo jmenovitě zmíněno ve spojenectví tzv. starých míst. V roce 1390 se vykoupilo z poddanství a habsburské zástavy. V roce 1433 císař Zikmund udělil Gersau císařskou bezprostřednost, čímž se z něj stala svobodná republika o rozloze téměř 24 km² a místo náležející ke Švýcarské konfederaci (viz republika Gersau). V roce 1798 Napoleon I. přiřadil Gersau ke kantonu Waldstätte v Helvétské republice. Po jejím rozpadu zůstalo Gersau několik let nezávislé.
V roce 1817 však bylo proti své vůli rozhodnutím Tagsatzungu (od 1. ledna 1818) začleněno do kantonu Schwyz jako šestý a poslední okres, což vedlo ke zvláštnímu postavení obce Gersau, která tak vytvořila vlastní okres. Teprve od roku 1867 existuje silniční spojení s Brunnenem a od roku 1889 s Vitznau.
V letech 1722 až 1817 se v Gersau každoročně konala slavnost pod názvem Feckerchilbi, která znovu obnovena až v roce 1982 u příležitosti 650. výročí vzniku republiky Gersau.

## Obyvatelstvo

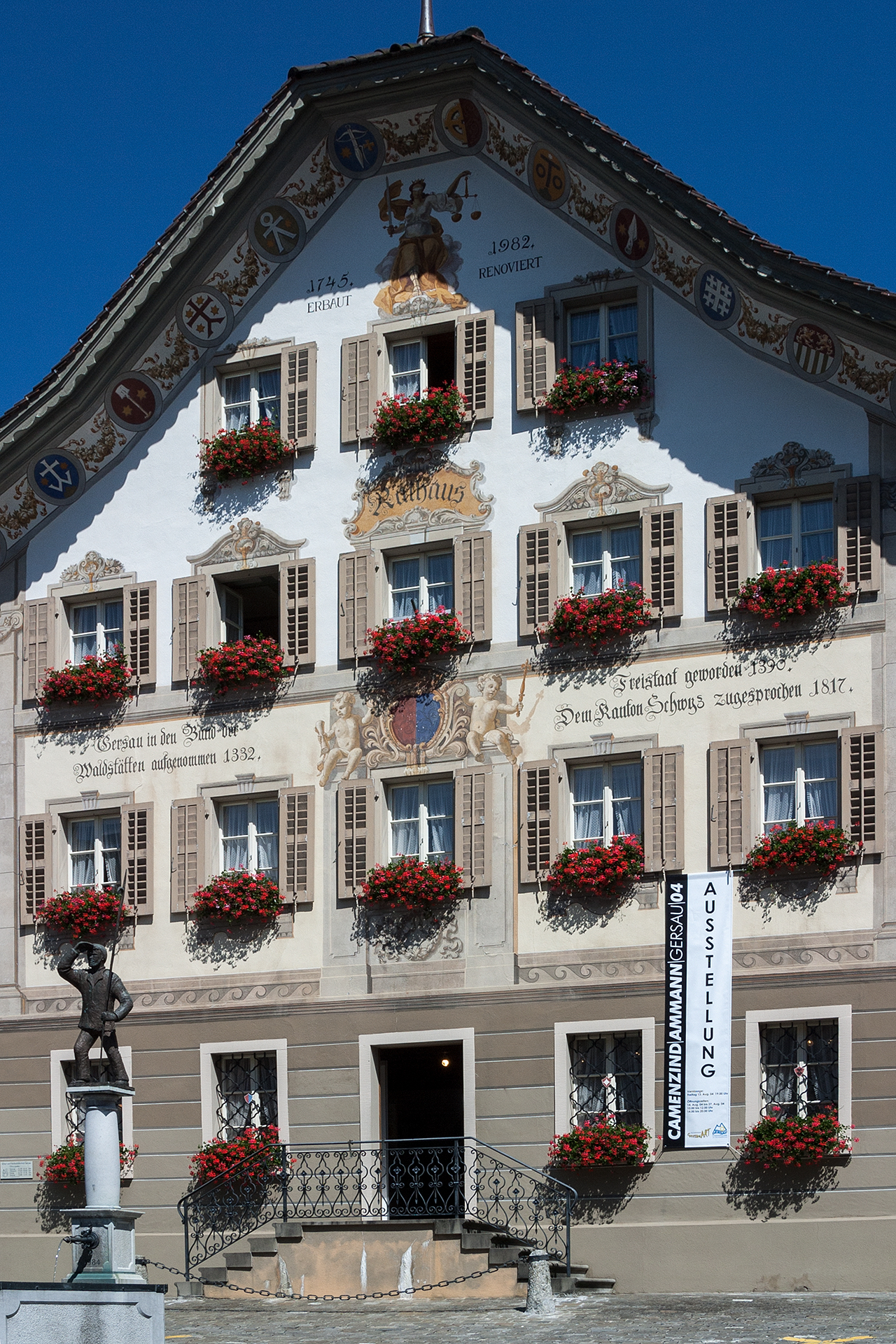
Radnice

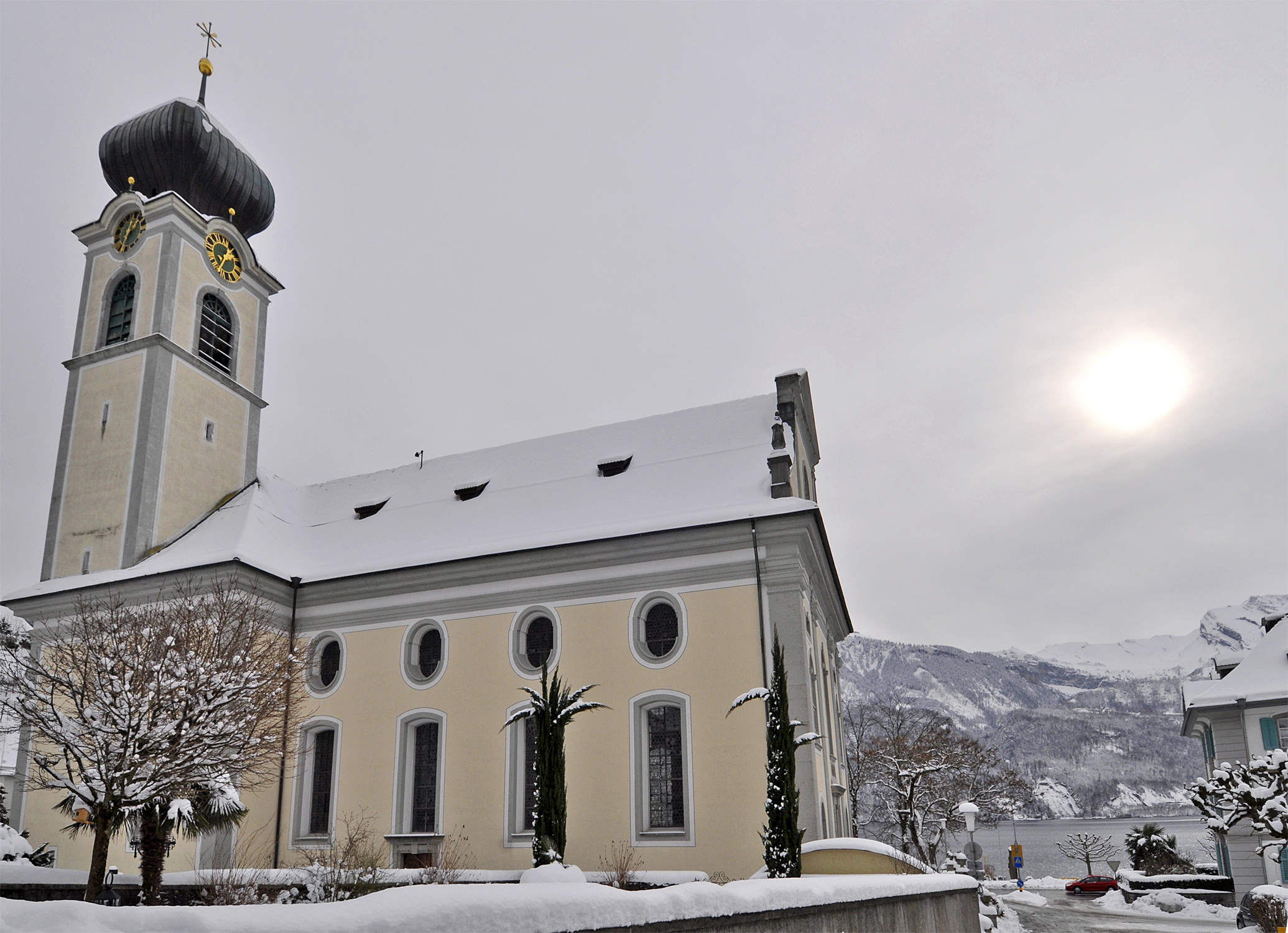
Farní kostel

V letech 1768 až 1798 a 1836 až 1870 počet obyvatel silně rostl. V první fázi růstu byl hlavním důvodem vysoký přebytek narozených dětí. Ve druhé růstové fázi (1836–1870: +66,8 %) bylo hnací silou zakládání průmyslových podniků (přádelny hedvábí a dřevozpracující podniky). Krize těchto několika průmyslových podniků od roku 1875 vedla k silnému odlivu obyvatelstva do jiných regionů Švýcarska a do zámoří. Do roku 1883 se desítky lidí z Gersau odstěhovaly do Ameriky. Následovalo období růstu dříve problémových podniků. Kromě toho se díky výstavbě silnic do Küssnachtu a Ingenbohlu rozrostl cestovní ruch, a to i přes chybějící železniční spojení. V letech 1910 až 1930 zaniklo mnoho pracovních míst v hedvábnickém průmyslu a následovala další vlna vystěhovalectví. Až do roku 1990 zůstával počet obyvatel zhruba stabilní s malými výkyvy směrem nahoru a dolů. Od té doby počet obyvatel trvale roste (1990–2018: +29,2 %).
| Rok            | 1850 | 1870 | 1900 | 1950 | 1960 | 1970 | 1980 | 1990 | 2000 | 2010 |
| Počet obyvatel | 1585 | 2270 | 1887 | 1890 | 1754 | 1753 | 1813 | 1851 | 1934 | 2094 |

Téměř všichni obyvatelé mluví německy jako svým každodenním jazykem. Při posledním sčítání lidu v roce 2000 uvedlo 1753 osob (90,64 %) jako svůj hlavní jazyk němčinu a 32 osob (1,65 %) italštinu.
Hovorovým jazykem téměř všech obyvatel je silně alemanská švýcarská němčina, která do značné míry odpovídá dialektu užívanému v ostatních sousedních obcích v oblasti Rigi a v kantonu Schwyz.
Všichni obyvatelé byli dříve členy římskokatolické církve. Poměry vyznání v roce 2000 i přes promíchání stále ukazují původní strukturu: 1494 osob bylo katolíky (77,25 %). Dále zde bylo 6,83 % protestantů-reformovaných a 3,57 % pravoslavných křesťanů, 3,10 % muslimů, 0,16 % židů a 4,65 % bez vyznání. 67 osob (3,46 %) neuvedlo své vyznání.

## Hospodářství

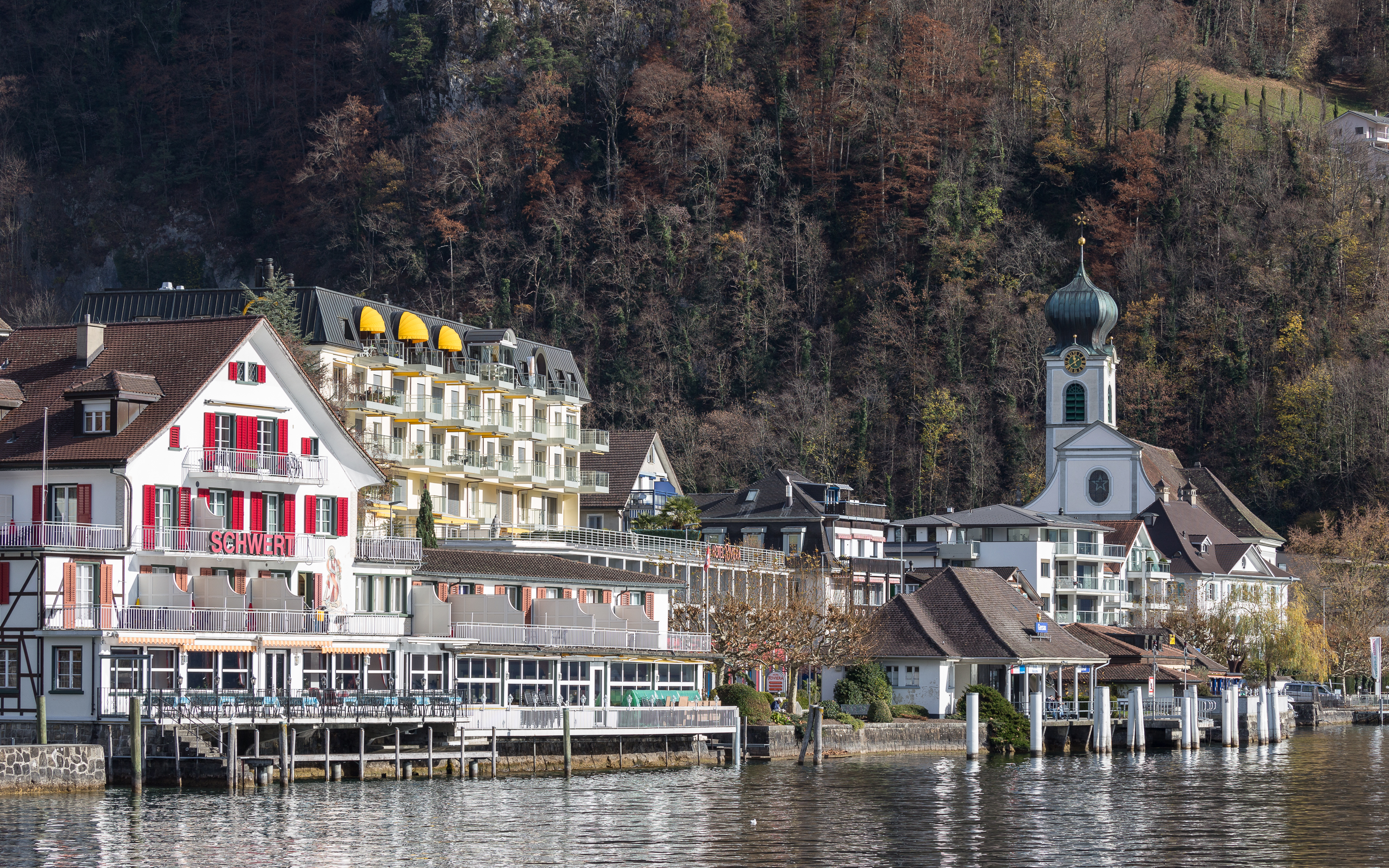
Centrum obce

V minulosti v Gersau převládal hedvábnický průmysl (přádelna hedvábí) a zpracování dřeva. Kolem roku 1730 pracovalo až sedm lidí z Gersau jako faktoři (střihači hedvábí) pro externí nákladníky, jako byl Augustin Reding ze Schwyzu nebo Heinrich Imbach z Lucernu. Díky tomu se důkladně seznámili s obchodem s hedvábím a mohli se stát nezávislými distributory hedvábí. Johann Anton Küttel (1725–1808) se v roce 1760 stal prvním nákladníkem v Gersau (Johann Anton Küttel & Co.). Podporoval ho jeho nevlastní bratr, einsiedelnský opat a později knížecí opat Beat Küttel.
Druhou firmu založil v roce 1771 venkovský úředník Andreas Camenzind (1706–1772) (Andreas Camenzind & Sohn), jehož syn Josef Maria Anton Camenzind (1749–1829) jej přivedl k prosperitě a stal se nejbohatším hedvábnickým pánem. Hedvábnický mistr z Gersau poskytoval práci a příjem lidem v rozsáhlé spádové oblasti (Gersau, Schwyz, oblast Einsiedelnu, údolí Engelbergu a vesnice v kantonech Uri a Zug). Na konci 18. století se jednalo o 9 až 10 tisíc osob. Ze tří hedvábnických firem v Gersau přežila mechanizaci výroby hedvábí, která se objevila ve 30. letech 19. století, pouze firma Camenzind. Na vesnickém potoce postavila tři továrny. V současnosti (2021) jsou Camenzind + Co. AG a Mittlere Fabrik („Bläui“) jedinými stále aktivními přádelnami hedvábí ve Švýcarsku.
V současnosti je hlavním hospodářským odvětvím Gersau cestovní ruch; od roku 1860 je Gersau známým lázeňským a rekreačním střediskem s celou řadou hotelů a hostinců.

## Doprava
Gersau leží mimo hlavní dopravní trasy, na silnici č. 2, vedoucí podél břehu Lucernského jezera. V obci je také přístav pro pravidelné lodní výlety po Lucernském jezeře. Mezi Gersau a Beckenriedem na opačné straně jezera jezdí přívoz Beckenried–Gersau, převážející také automobily.
Nejbližší napojení na dálnici A4, spojující Curych, Schwyz a Altdorf, je v Ingenbohlu.